# Harpgitaar

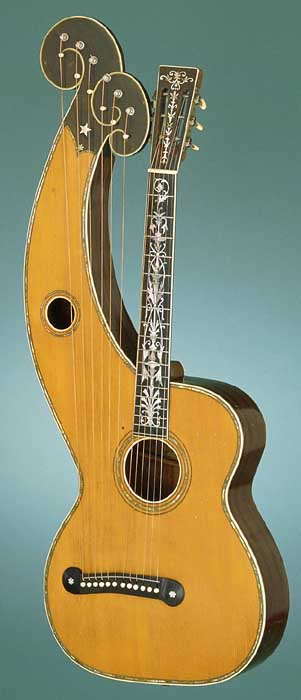
Een harpgitaar

Een harpgitaar is een afgeleide van de aartsluit en de teorbe. Het is een gitaar met een aantal toegevoegde vrije snaren die op vergelijkbare manier als bij de harp bespeeld kunnen worden.
Tevens dienen de vrije snaren als resonantiesnaren, waardoor de harpgitaar een rijker, voller geluid heeft dan een gewone gitaar. Dit geldt alleen voor akoestische instrumenten uiteraard. Er bestaan ook een aantal elektrische versies van harpgitaren.
Zowel de productie van akoestische als elektrische instrumenten is geen massaproductie. De instrumenten verschijnen niet in oplage, maar worden vaak naar wens van de klant door gitaarbouwers met de hand gemaakt.
Mario Maccaferri (1900-1993) was behalve een gerenommeerd gitaarbouwer (Django Reinhardt speelde op een van zijn instrumenten) een virtuoos klassiek harpgitaarspeler. Zelf ging hij in de leer bij Luigi Mozzani. Andy McKee is een bekende hedendaagse gitarist die ook akoestisch harpgitaar speelt. Hij werd door zijn bizarre speltechniek een hit op YouTube.
Finn Andrews van The Veils is een bekend gitarist die op een elektrische harpgitaar speelt.